# Wola Radziszowska Lipki
Wola Radziszowska Lipki – przystanek kolejowy w Woli Radziszowskiej, w województwie małopolskim, w powiecie krakowskim, którego uruchomienie miało nastąpić do końca 2020 r. Ostatecznie przystanek otwarto wraz ze zmianą rozkładu jazdy 11 grudnia 2022 roku. Znajduje się na wysokości 235 m n.p.m. Na przystanku zatrzymują się pociągi osobowe jadące w kierunku Krakowa, Bielska-Białej i Zakopanego.